# Sancho de Echevarría

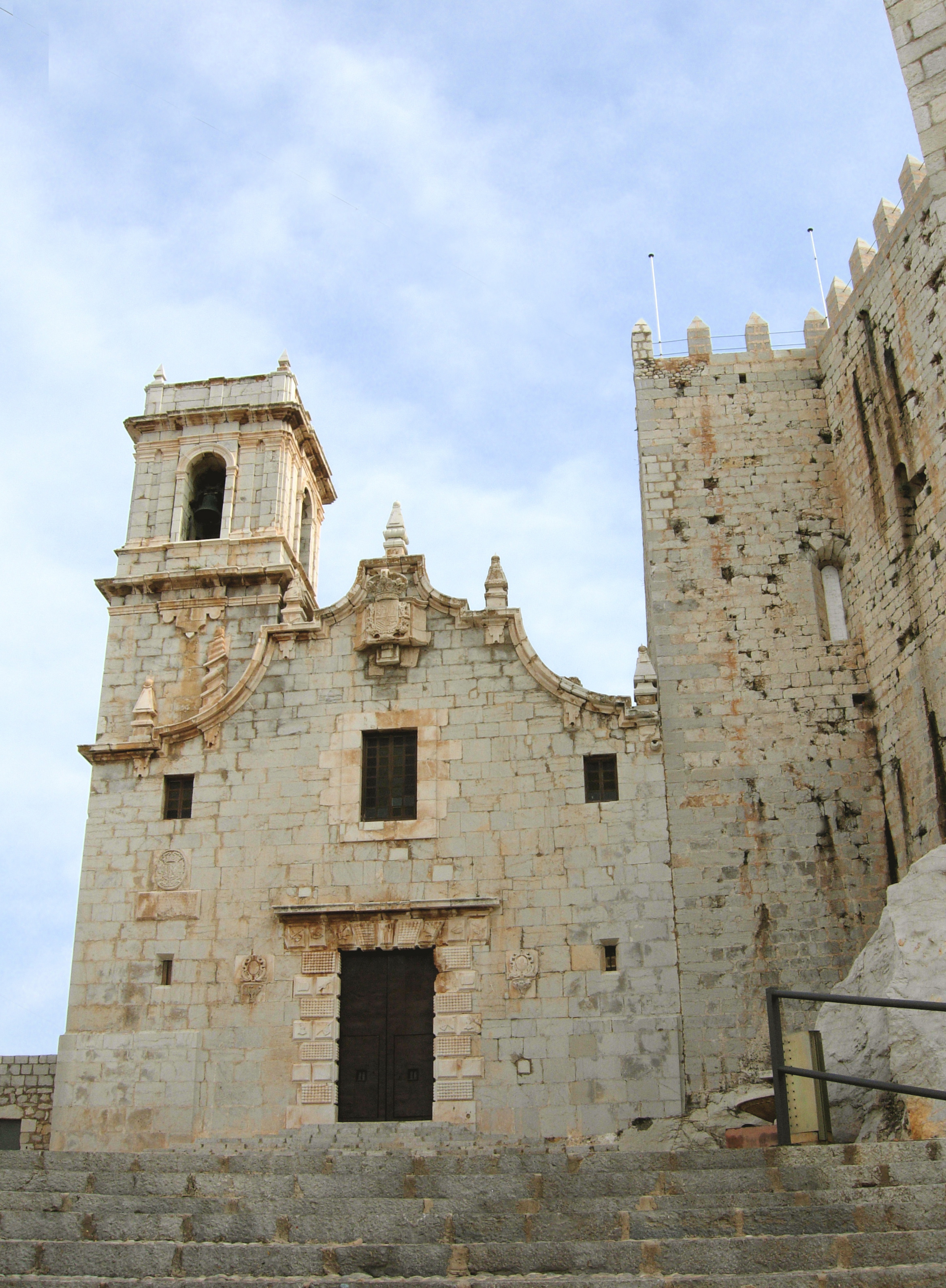
Ermita de la Mare de Déu de l'Ermitana de Peníscola, construïda per desig de Sancho de Echevarría.

Sancho de Echevarría (Hondarribia, segle XVII- Vinaròs, 1714) fou un militar d'origen basc, governador militar de la vila de Peníscola durant el setge que van dur a terme les tropes de l'Arxiduc Carles en la Guerra de Successió espanyola.
Per iniciativa seua, Peníscola va mantenir-se fidel a l'obediència borbònica i al seu aspirant, Felip d'Anjou. Aquest fet va ser una de les excepcions dins del Regne de València i en general els regnes de la Corona d'Aragó.
Des de 1705 a 1707 la població va ser assetjada per exèrcits anglesos i holandesos, comptant amb escassa presència de militars professionals. És per aquest fet que després de la finalització de les hostilitats, Peníscola va ser intitulada ciutat, i els seus habitants recompensats amb privilegis.
Un dels episodis més coneguts d'aquests fets va ser la "batalla de les trinxeres", quan els assetjats van sorprendre en una escaramussa als assetjadors.
Com a agraïment a Peníscola i la seua patrona, Sancho d'Echevarría va fer construir l'Església-ermita de la Mare de Déu d'Ermitana, en la part més alta de la ciutadella emmurallada, al costat del castell templer. No va arribar a veure finalitzada la seua obra, ja que el dia de la seua inauguració va morir. El seu cos reposa als peus de l'altar major d'aquesta església.